# Alliance pour le progrès et la justice / Jëf-Jël
  JUSTE DÉVELOPPEMENT IMMÉDIAT JDI  (JDI) est un parti politique sénégalais,

## Signification de l'expression Jëf-Jël
En wolof, Jëf-Jël est une expression proverbiale.

## Histoire
Le parti existe depuis 1998 et a été officiellement reconnu le 3 février 2000.
Le président du parti, Talla Sylla est (depuis décembre 2010) hors du Sénégal.
Actuellement, Mously Diakhaté Khouma est le député de Jëf-Jël à l'Assemblée nationale. Présidente des femmes du Jëf-Jël, Mously Diakhaté Khouma  est la seule députée élue sur la liste de cette formation politique lors des dernières législatives de 2017. Commerçante, elle rejoint le Jëf-Jël à sa création en 1998.
Lors des élections législatives de 2001, il remporte 15 048 voix, soit 0,8 %, donc un siège sur les 120 que compte alors l'Assemblée nationale du Sénégal. C'est Talla Sylla qui accède à la députation.

## Orientation
C'est un parti de centre-gauche.
Il a pour objectifs explicites « la conquête démocratique du pouvoir et l’édification d’une société démocratique et développée pour la mise en place d’un régime parlementaire ; l’instauration d’une démocratie moderne, respectueuse des droits de l’homme et de la volonté populaire ».

## Symboles
La clef. Sa couleur est le gris.

## Organisation
Son siège se trouve à Dakar.